# Michael I. (Byzanz)

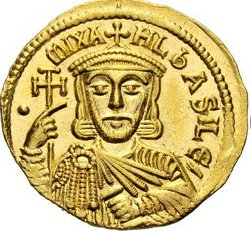
Michael I. auf einer zeitgenössischen Münze

Michael I. Rhangabes (mittelgriechisch Μιχαὴλ Αʹ ὁ Ραγκαβές; * um 770; † 11. Januar 844 auf der Insel Proti bei Konstantinopel) war von 811 bis 813 byzantinischer Kaiser.

## Leben
Michael wurde wohl um 770 geboren. Sein Vater Theophylaktos, der die Würde eines Patrikios bekleidet hatte, war 780 am gescheiterten Usurpationsversuch des Kaisars Nikephoros gegen Irene und Konstantin VI. beteiligt gewesen. Michael war mit Prokopia, der Tochter Nikephoros’ I., verheiratet und war zum Verwalter des Palastes (Kuropalates) aufgestiegen. Nach dem Tod des Nikephoros hatte dessen Sohn Staurakios den Thron bestiegen, wobei er nach Aussagen der Chronik des Theophanes ungeschickt agierte. Michael wurde schließlich Anfang Oktober 811 in einer Revolte gegen seinen Schwager Staurakios zum Kaiser erhoben. Zu seinen Mitkaisern ernannte Michael seine Söhne Theophylaktos und Staurakios.
Innenpolitisch bedeutend war, dass Michael 812 Karl dem Großen den Kaisertitel zubilligte. Da Michael mit Unterstützung der orthodoxen Partei in der Kirche gewählt worden war, machte er den Studitenabt Theodor Studites zu seinem Ratgeber, wobei Theodoros im Gegensatz zum Patriarchen (und Chronisten) Nikephoros stand. Michael ging auch gegen die Ikonoklasten und Paulikianer vor. Mit dem Bulgarenkhan Krum kam es zu ergebnislos verlaufenden Friedensverhandlungen, nachdem die Bulgaren wiederholt einen Teil Makedoniens und Thrakiens geplündert hatten.
Als Michael dann schließlich gegen sie militärisch vorging, wurde er am 22. Juni 813 in der Schlacht von Versinikia vernichtend geschlagen. Michael geriet immer mehr unter Druck; nachdem Leon der Armenier im Juli 813 von seinen Truppen zum Kaiser ausgerufen worden war, dankte Michael ab und ging als Mönch auf die Insel Proti, wo er unbehelligt bis zu seinem Tod 844 lebte. Seine Söhne Theophylaktos und Niketas (der spätere Patriarch Ignatios) mussten ebenfalls Mönche werden und wurden zum Ausschluss von der Thronfolge zudem kastriert; Staurakios war zu diesem Zeitpunkt bereits tot. Außerdem hatte er die Töchter Georgo und Theophano.